# حاکمیت
حاکمیت حق انحصاری حکومت برای نظارت بر یک قلمروی ارضی معین است. حاکم، بالاترین مرجع قانون‌گذار است.
«لاسا اُپِن‌هیم» که یکی از مراجع در حقوق بین‌الملل به شمار می‌رود، نوشته‌است:
شاید هیچ مفهومی جدال‌انگیزتر از حاکمیت وجود نداشته باشد. این مفهوم، از لحظه‌ای که به علوم سیاسی معرفی شد تا امروز، هرگز معنایی که مورد توافق جهانی قرار گیرد نداشته‌ است.